# Међувладина организација
Међувладина организација или међународна владина организација (ИГО) је организација састављена пре свега од суверених држава (које се називају државе чланице) или других међувладиних организација. Међувладине организације се називају међународним организацијама, иако тај појам може укључивати и међународне невладине организације као што су међународне непрофитне организације или мултинационалне корпорације.
Међувладине организације су важан аспект јавног међународног права. ИГОс се оснивају уговором који дјелује као чартер стварајући групу. Уговори се формирају када законити представници (владе) неколико држава пролазе кроз процес ратификације, пружајући ИГО међународној правној особи.
Међувладине организације у правном смислу треба разликовати од једноставних група или коалиција држава, као што су Г8 или Квартет. Такве групе или удружења нису основане од стране конститутивног документа и постоје само као задатне групе.
Међувладине организације морају се разликовати од уговора. Многи уговори (као што је Северноамерички споразум о слободној трговини или Општи споразум о тарифама и трговини пре оснивања Светске трговинске организације) не оснивају организацију и уместо тога се ослањају само на странке како би њихова администрација постала легално призната као оглас хоц комисија. Остали споразуми успоставили су административни апарат за који се није сматрало да му је додељена међународна правна личност.

## Типови и сврха
Међувладине организације разликују се у функцији, чланству и критеријумима за чланство. Они имају различите циљеве и области, често описане у уговору или повељама. Неки ИГО су се развили како би испунили потребу за неутралним форумом за расправу или преговарање ради решавања спорова. Други се развијају како би остварили заједничке интересе са јединственим циљевима за очување мира кроз решавање сукоба и боље међународне односе, промовисању међународне сарадње на питањима као што је заштита животне средине, промовисање људских права, промовисање социјалног развоја (образовање, здравствена заштита), пружање хуманитарних помоћ и економски развој. Неке су опште по обиму (Уједињене нације), док друге могу имати мисије специфичне за тему (као што су Интерпол или Међународна организација за стандардизацију и друге организације за стандарде). Уобичајени типови укључују:
- Светске или глобалне организације - генерално отворене за нације широм света све док су испуњени одређени критеријуми. Ова категорија укључује Уједињене нације (УН) и њене специјализоване агенције, Светска поштанска унија, Интерпол, Свјетску трговинску организацију (ВТО), Међународну телекомуникацијску унију (ИТУ), Светску царинску организацију (ВЦО) и Међународни монетарни фонд (ММФ). Такође укључује глобално оперативне међувладине организације које нису агенција УН-а, укључујући на пример Хашку конференцију о приватном међународном праву, међународно оперативној међувладиној организацији са седиштем у Хагу, која наставља прогресивно уједињење приватног међународног права.
- Регионалне организације - отворене за чланове из одређеног региона континента или неког другог специфичног региона света. Ова категорија укључује Заједницу латиноамеричких и карибских држава ЦЛАЦС, Савет Европе (ЕУ), Европска унија (ЕУ), Евроазијски економски савез (ЕАЕУ), Енергетска заједница, НАТО, Економска заједница западно афричких држава (ЕЦОВАС), Организација за безбедност и сарадњу у Европи, Афричка унија (АУ), Организација америчких држава (ОАС), Асоцијација држава Кариба (АЦС), Асоцијација земаља југоисточне Азије (АСЕАН), Савез синдиката јужноамеричких америчких држава, Азијска сарадња Дијалог (АЦД), Пацифиц Исландс Форум и Организација земаља Источне Карибе (ОЕЦС).
- Културне, језичке, етничке, верске или историјске организације - отворене за чланове на основу неких културних, језичких, етничких, верских или историјских веза. Примери су: Добробит човечанства, Арапска лига, Међународна организација франкофоније, Заједница земаља португалског језика, Турски савет, Међународна организација турске културе, Организација исламске сарадње и Заједница независних држава (ЦИС).
- Економске организације - засноване на економској организацији. Неке су посвећене слободној трговини, смањењу трговинских баријера (Светске трговинске организације) и Међународног монетарног фонда. Други су фокусирани на међународни развој. Такођер постоје и међународни картели, као што је ОПЕЦ. Организација за економску сарадњу и развој (ОЕЦД) основана је као организација усмерена на економију. Пример недавно формираног економског ИГО-а је Банк оф тхе Соутх.
- Образовне организације - центриране око студија терцијарног нивоа. Академија европског права нуди обуку у европском праву адвокатима, судијама, адвокатима, адвокатима, интерним адвокатима и академцима. ЕУЦЛИД (универзитет) је закупио као универзитетску и кровну организацију посвећену одрживом развоју у земљама потписницама и настојањима Универзитета Уједињених нација да реше хитне глобалне проблеме који представљају забринутост Уједињених нација, њених народа и држава чланица.

Здравствене и популационе организације - засноване на заједничком схватању циљева здравља и популације и за решавање ових изазова колективно. Пример је међувладинско партнерство за становништво и развој "Партнери у становништву и развоју".

## Примери

##### Уједињене нације
Мисија
1. Одржати међународни мир и сигурност и у ту сврху: усвојити ефикасне колективне мере за превенцију и уклањање претњи миру, и за сузбијање аката агресије или других кршења мира и за њихово успостављање на мирним начинима , ау складу са принципима правде и међународног права, прилагођавањем или решавањем међународних спорова или ситуација које могу довести до кршења мира;
2. Развијање пријатељских односа међу народима заснованим на поштовању принципа једнаких права и самоопредељења народа и предузимању других одговарајућих мера за јачање универзалног мира;
3. Да постигне међународну сарадњу у решавању међународних проблема економског, социјалног, културног или хуманитарног карактера и промовисању и подстицању поштовања људских права и основних слобода за све без разлике у односу на расу, пол, језик или религију; и
4. Да буде центар за усклађивање акција нација у постизању ових заједничких циљева .

Чланство
193 држава чланица. Чланство је "отворено за све друге мирољубиве државе које прихватају обавезе садржане у овој Повељи и, према пресуди Организације, способне и спремне да обављају те обавезе."

##### Северноатлантски савез
Мисија
"Стране овог Уговора потврдјују своју веру у сврхе и принципе Повеље Уједињених нација и њихову жељу да живе у миру са свим људима и свим владама. Они су одлучни да штите слободе, заједничко наслеђе и цивилизацију својих народа , засноване на принципима демократије, индивидуалне слободе и владавине права, те желе промовисати стабилност и благостање у северноатлантском подручју, а одлучиле су се ујединити своје напоре за колективну одбрану и очување мира и сигурности. Стога се слажу са овим Северноатлантским уговором. "
Чланство
"НАТО је савез који се састоји од 29 независних држава чланица."

##### Светска банка
Мисија
Да би се окончало екстремно сиромаштво, циљ Банке је смањење процента људи који живе са мање од 1,25 долара дневно на не више од 3 посто до 2030.
    Да би се промовисао заједнички просперитет, циљ је промовисање раста прихода доњих 40% становништва у свакој земљи.

##### Исламска развојна банка
Мисија
Исламска банка за развој је међународна финансијска институција основана у складу са Декларацијом о намјерама коју је издала Конференција министара финансија муслиманских земаља одржана у Џеџи у Дхул К'адах 1393Х, која одговара децембру 1973. године. Инаугурални састанак Одбора гувернера одржана је у Рајаб 1395Х, која одговара јулу 1975. године, а Банка је формално отворена на 15 Схаввал 1395Х који одговара 20. октобра 1975. године.

### Чланство
188 држава чланица састављене од организација које су у власништву државе.

##### Инбар
ИНБАР је еволуирао из неформалне мреже истраживача бамбуса и ратана, који је основао 1984. године од стране Међународног истраживачког центра за развој (ИДРЦ) Канаде. Мрежа је 1993. године формализована под својим садашњим именом, али је остала пројекат ИДРЦ-а. Рад на покретању ИНБАР-а као независне организације започет је 1995. године, а завршен је 1997. године када је ИНБАР постао независна организација са седиштем у Пекингу, Кини - прва међувладина организација са сједиштем у Народној Републици. Чланство и структура
Чланство
Ова организација чини 42 државе чланице.

## Историја
Иако су вековима постојали споразуми, савези и мултилатералне конференције, ИГО су тек почели да се оснивају у 19. вијеку. Међу првима била је Централна комисија за пловидбу на Рајни, иницирана након Наполеонских ратова и Међународне уније за телеграф (будућа Међународна унија за телекомуникације), која је основана потписивањем Међународне телеграфске конвенције од 20 земаља у Мај 1865. Значајан значај је био настанак Лиге народа после Првог светског рата, осмишљен као институција која подстиче колективну сигурност како би одржала мир.

## Ширење и раст
Хелд и Мекгру (2002) рачунају на хиљаде ИГО-а широм света, и овај број наставља да расте. Ово повећање се може приписати глобализацији, што повећава и подстиче сарадњу међу државама и унутар њих. Глобализација је такође омогућила лакше средство за раст ИГО, што је резултат повећаних међународних односа. Ово се види економски, политички, војно, као и на домаћем нивоу. Економично, МВО добијају материјалне и нематеријалне ресурсе за економски просперитет. ИГОс такође пружају више политичке стабилности унутар државе и међу различитим државама. Војни савези се такође формирају успостављањем заједничких стандарда како би се обезбедила сигурност чланова да спречавају спољашње претње. На крају, формација је подстакла аутократске државе да се развију у демократије како би се формирала делотворна и унутрашња власт.

## Учешће
Постоји неколико различитих разлога због којих држава може изабрати чланство у међувладиној организацији. Али постоје и разлоги због којих се чланство може одбити. Ови разлози су истражени у следећим одељцима.
Разлози за учешће:
1. Економске награде: У случају Северноамеричког споразума о слободној трговини (НАФТА), многе различите земље добијају економске користи од чланства у споразуму о слободној трговини. На пример, мексичке компаније добијају бољи приступ тржиштима САД због њиховог чланства.
2. Политички утицај: Мањим земљама, попут Португала и Белгије, које не преносе много политичког утицаја на међународној сцени, добијају значајан пораст утицаја кроз чланство у МУП-и, као што је Европска унија. Такође, за земље са већим утицајем, као што су Француска и Немачка, оне су корисне јер нација повећава утицај на унутрашње послове мањих земаља и проширује зависност других народа од себе, како би се очувала припадност
3. Сигурност: Чланство у ИГО-у као што је НАТО даје сигурносне користи државама чланицама. Ово обезбеђује простор у коме се могу разријешити политичке разлике.
4. Побољшати демократију и вероватноћу демократског преживљавања: Приметило је да земље чланице имају виши степен демократије и да те демократије преживе дуже.

Разлози одбијања чланства:
1. Губитак суверенитета: Чланство често долази са губитком државног суверенитета пошто су потписани споразуми који захтевају сарадњу од свих држава чланица.
2. Недовољне предности: Често чланство не доноси довољно значајне користи за гарантовање чланства у организацији.

## Привилегија и имунитети
Медјудржавним организацијама се пружају привилегије и имунитети који имају за циљ осигурање њиховог независног и ефикасног функционисања. Они су назначени у уговорима који подстичу организацију (као што је Конвенција о привилегијама и имунитетима Уједињених нација и Споразум о привилегијама и имунитету Међународног кривичног суда), који се обично допуњују другим мултинационалним споразумима и националне прописе (на пример Закон о међународним организацијама за имунитете у Сједињеним Државама). На тај начин организације су имуне од надлежности националних судова.
Уместо од националне надлежности, правна одговорност треба да буде осигурана правним механизмима који су интерни за саму међувладину организацију и приступ административним трибунама. У многим судским случајевима у којима су приватне странке покушале да траже захтеве против међународних организација постепено је постојало да се захтевају алтернативна средства за решавање спорова, пошто државе имају основна обавеза за људска права како би тужитељима омогућили приступ суду с обзиром на њихово право на правично суђење. У противном, имунитети организација могу бити доведени у питање у домаћим и међународним судовима. Неке организације одржавају поступак пред трибуналима који се односе на њихову организацију да буду поверљиви , а у неким случајевима угрожене дисциплинске мере ако запослени открије било коју од релевантних информација. Таква тајност је критикована као недостатак транспарентности.
Имунитети се такође односе на закон о запошљавању. С тим у вези, имунитет из националне надлежности захтева да постоје разумна алтернативна средства за ефективно заштиту права запослених . У том контексту, првостепени холандски суд је разматрао процењено трајање поступка пред Управним судом Међународне организације рада 15 година је предуго.